# ILOG
 (mai 2009).
Si vous disposez d'ouvrages ou d'articles de référence ou si vous connaissez des sites web de qualité traitant du thème abordé ici, merci de compléter l'article en donnant les références utiles à sa vérifiabilité et en les liant à la section « Notes et références ».
ILOG était une entreprise française, éditeur de logiciels de gestion, cotée à la bourse de Paris et membre de l'indice CAC Small 90. L'entreprise a été rachetée par IBM et dissoute le 17 décembre 2009.
ILOG fournit à ses clients des logiciels et services pour leur permettre de prendre des décisions et de gérer le changement et la complexité de leur environnement. Environ 2 500 entreprises et environ 465 éditeurs de logiciels utilisent les systèmes de gestion de règles métier (SGRM / BRMS) et les composants logiciels d'optimisation et de visualisation d'ILOG.
L'Intelligence Artificielle puis la Recherche Opérationnelle après l’acquisition de la société CPlex sont les deux technologies clefs développées et commercialisées par l'entreprise.

## Généralités
ILOG est un fournisseur mondial de composants logiciels d’entreprise et de services associés. La Société développe, commercialise et assure la maintenance de système de gestion de règles métier, de composants logiciels d’optimisation et de visualisation.
Les produits de BRMS ILOG permettant de redéployer rapidement des changements dans les politiques et procédures, de s’adapter aux changements du marché ou de l’industrie d’une façon rentable. Les outils logiciels d’optimisation d’ILOG permettent aux entreprises d’optimiser leur affectation de personnel et leurs ressources en équipement. Les composants logiciels de visualisation d’ILOG fournissent
des interfaces graphiques utilisateurs aux développeurs qui créent des applications utilisées dans les domaines où il est important de visualiser les informations pour la gestion des opérations.
La société est actuellement présente dans neuf pays et dispose de deux principaux centres de décision. Son principal établissement français est situé 9, rue de Verdun, à Gentilly, à proximité de Paris. Son principal établissement américain est situé 1195 West Fremont Avenue, Sunnyvale, Californie.

## Développements récents
Le 11 avril 2007, ILOG a finalisé l’acquisition de LogicTools, fournisseur d’applications de gestion de la chaîne logistique, spécialisé dans la conception de réseaux et l’optimisation de la gestion des stocks, basé à Chicago. Le 26 octobre 2006, ILOG a acquis 35 % du capital et des droits de vote d’une société chinoise, Shanghai First Tech Co., Ltd. (FirstTech). FirstTech est un intégrateur de systèmes, partenaire d’ILOG pour
le développement et la commercialisation de solutions industrielles et d’assurance pour le marché chinois. Avant cette acquisition, FirstTech était majoritairement détenue par Shanghai Baosight Software Co., Ltd., filiale cotée de Shanghai Baosteel Group Corporation. Le 20 novembre 2006, ILOG a acquis 33 % du capital et des droits de vote de Prima Solutions (Prima), fournisseur de plates-formes logicielles pour le secteur de l’assurance, implanté à Paris.

## Historique du Groupe
Le nom ILOG vient de l’abréviation des termes « Intelligence Logicielle ».
La société a été créée en 1987 par Pierre Haren, Marc Fourrier et Jérôme Chailloux, avec le soutien de l’Institut national de recherche en informatique et en automatique (INRIA).
La société édite des composants logiciels et des applications qu’elle commercialise auprès des départements informatiques d’entreprises, d’autres éditeurs de logiciels et des intégrateurs de systèmes.
ILOG a commercialisé en 1987 ses premiers logiciels à des sociétés développant des applications logicielles utilisant les technologies de l'Intelligence Artificielle, en particulier les Systèmes Experts. Ces clients utilisaient les composants ILOG pour ajouter de fonctionnalités à leurs applications logicielles. Les composants logiciels étaient initialement développés en utilisant le langage de programmation Lisp ou bien directement en utilisant l'environnement de développement de Systèmes Experts Smeci initialement conçu à INRIA. En 1992, la société a effectué une transition de ses produits du Lisp au langage de programmation C++ pour suivre les tendances technologiques du secteur du logiciel.
En 1993, la société a démarré la commercialisation de deux nouveaux produits, permettant aux clients d’ILOG d’ajouter des fonctionnalités à leurs applications comme de meilleures interfaces de visualisation (ILOG Views) ou des capacités d’allocation de ressources (ILOG Solver). Jusqu’en 1995, les ventes étaient principalement concentrées en Europe, et plus particulièrement en France.
En 1995, la société a commencé un développement commercial plus international en établissant une
présence commerciale aux États-Unis en (Californie) et en Asie. En 1997, ILOG a acheté l’activité de CPLEX Optimization Inc., ou CPLEX, située à Incline Village (en) au Nevada, ce qui a apporté au groupe un solveur d'optimisation linéaire pour l’industrie de la chaîne logistique.
À la fin des années 1990, la société a introduit les premières versions Java de ses produits pour suivre les évolutions techniques. La société a par ailleurs introduit dans ses systèmes de gestion des règles métier, ou BRMS, en 1996, qui permettent aux ingénieurs logiciels de mieux gérer les règles régissant leurs applications. Le secteur des services financiers est le marché principal pour les produits BRMS d’ILOG, les utilisant par exemple dans le développement d’applications spécialisées dans la gestion de portefeuilles en ligne, ou dans la prise de décisions d’accords de crédits. La ligne de produits de BRMS est aujourd’hui la principale ligne de produits d’ILOG et génère la moitié du chiffre d’affaires de licence et maintenance.
En 2004, ILOG a introduit une version C# de certains de ses produits de visualisation, et en 2005 de ses produits de BRMS. C# est le langage de programmation de Microsoft.
En 1997, ILOG a été introduite en bourse au NASDAQ National Market (qui est devenu le Nasdaq Stock Market le 1er août 2006). Auparavant, la société avait financé sa croissance sur ses fonds propres, et grâce à des fonds provenant de capital risque et des prêts sans intérêts de la part de l’État français et de l’Union européenne.
En 1998, les actions de la société ont été introduites sur le nouveau marché d’Euronext Paris, avant d’être cotées sur Eurolist d’Euronext Paris en 2005 avec la disparition du Nouveau Marché.
Les investissements de la société sont principalement composés de l’acquisition de LogicTools, de participations dans FirstTech et Prima Solutions.
IBM et ILOG annoncent un accord concernant l'acquisition d'ILOG par IBM le 28 juillet 2008.
Le 6 janvier 2009, l'acquisition d'ILOG par IBM a été effectuée. Et le 1 juillet 2009, la lettre qui confirme le « Transfer of Business » (transfert d'entreprises) a été publiée. Celle-ci a confirmé que ILOG a été effectivement intégrée au sein d'IBM. Cela a coïncidé aussi avec un communiqué de lancement des produits ILOG qui portent maintenant la marque de société IBM.